# Carta «Dear Boss»

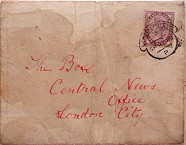
Facsímil del sobre de la carta «Dear Boss».

La llamada carta «Dear Boss» ("Querido jefe", en español) se refiere a un mensaje recibido por la Central News Agency de Londres el 25 de septiembre de 1888, y de autor anónimo, pero que está firmado con el sobrenombre de Jack el Destripador («Jack the Ripper»), y allí afirmando ser el autor de las muertes particularmente violentas sucedidas en el mes de agosto de 1888 en el East End londinense.
La carta fue rápidamente transmitida a Scotland Yard el 29 de septiembre y posteriormente fue objeto de diversas publicaciones por parte de la prensa.
El mensaje tuvo una importante repercusión, hasta el punto de que el apodo o mote «Jack el Destripador» mencionado en el texto fue, a partir de ahí, utilizado con frecuencia para designar al asesino de identidad desconocida. Se le atribuyen un total de cinco muertes entre agosto y noviembre de 1888.
Varias pistas sobre el posible origen de la carta fueron exploradas, pero lo más probable es que su autor fuera un periodista, que quiso aprovecharse de las muertes cometidas algunas semanas antes. De esta forma se habría incrementado el interés del público sobre el tema, mejorando el número de publicaciones de la prensa y la actividad de los periodistas.
Conviene mencionar que la propia Central News Agency inicialmente consideró esta carta como un bulo, como una noticia falsa o una broma de mal gusto.

## Contenido

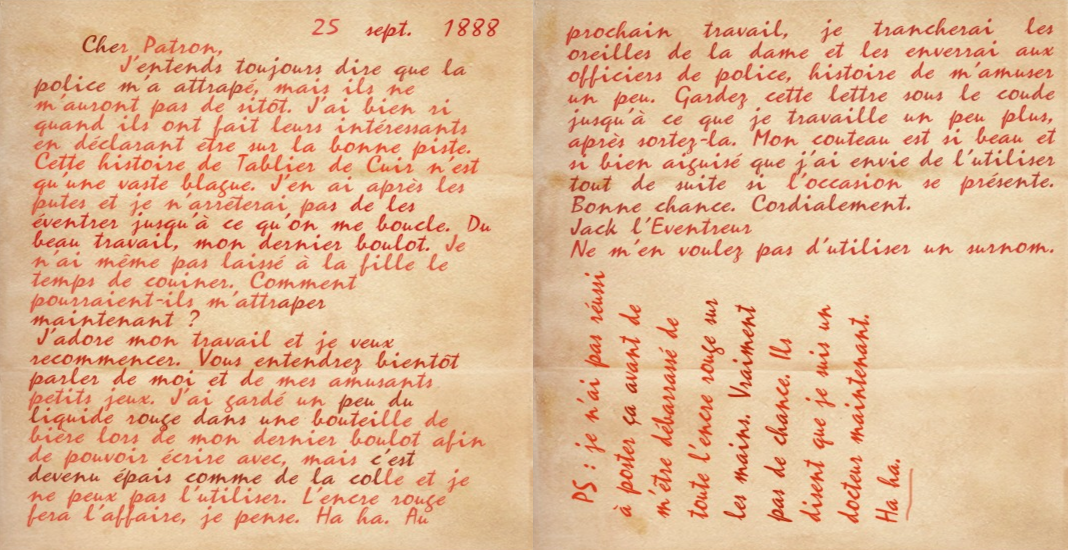
Facsímil de la carta completa.

La carta está dirigida a un destinatario desconocido, designado con el término «Boss» (en español «jefe»), que bien podría ser el director de la Central News Agency.
Esa misiva está escrita con tinta roja, y tiene varias faltas de ortografía, así como un post scriptum desarrollado verticalmente.
El contenido de esa carta (en el original inglés) es el siguiente:

Dear Boss,
I keep on hearing the police have caught me but they wont fix me just yet. I have laughed when they look so clever and talk about being on the right track. That joke about Leather Apron gave me real fits. I am down on whores and I shant quit ripping them till I do get buckled. Grand work the last job was. I gave the lady no time to squeal. How can they catch me now. I love my work and want to start again. You will soon hear of me with my funny little games. I saved some of the proper red stuff in a ginger beer bottle over the last job to write with but it went thick like glue and I cant use it. Red ink is fit enough I hope ha. ha. The next job I do I shall clip the ladys ears off and send to the police officers just for jolly wouldn't you. Keep this letter back till I do a bit more work, then give it out straight. My knife's so nice and sharp I want to get to work right away if I get a chance. Good Luck.
Yours truly

Jack the Ripper

Dont mind me giving the trade name.
PS Wasnt good enough to post this before I got all the red ink off my hands curse it No luck yet. They say I'm a doctor now. ha ha

Como ya se dijo, este texto estaba escrito con tinta roja, y, en cuanto a su forma, en el mensaje aparecían patentes americanismos como “boss” (jefe), “fix me” (atraparme) y “shan´t quit” (no abandonaré). El contenido de este recado sería crucial para cimentar y propalar la leyenda, en tanto aportaría ante la opinión general el mote con el cual se había bautizado a la hasta entonces anónima y fantasmagórica figura del delincuente. Ese alias lo haría tristemente célebre en todo el mundo. Así y por primera vez, tomaba estado público el cruel y burlón apodo de “Jack el Destripador”.

## Impacto
En su carta, el autor (que él mismo se señala como el asesino) afirma que atacará próximamente a otra mujer, y que le cortará las orejas. Pero téngase en cuenta que tres días después de la recepción de la carta en la Central News Agency, el cuerpo de Catherine Eddowes fue encontrado mutilado, con el lóbulo de una de sus orejas efectivamente cortado. Obviamente, a partir de allí la carta en cuestión tomó una importancia notoria, y fue reproducida por la prensa, con la esperanza de que alguien reconociera la letra.

## El autor de la carta
Según una investigación, varias pruebas apuntan a demostrar que la carta no fue escrita por el asesino, sino por un periodista del diario The Star llamado Frederick Best. En efecto, comparaciones grafológicas entre la misteriosa carta con escritos del citado periodista, parecen no dejar dudas al respecto, pues la concordancia de ciertos detalles es casi perfecta. Por otra parte, correspondencia entre el redactor en jefe de ese periódico, Thomas P. O'Connors, con el propietario del medio de prensa, apuntan a que Best estaba respaldado y cubierto por el redactor.
Otra hipótesis formulada por los griperólogos Stewart Evans y Keith Skinner, autores de "Letters from Hell", el más plausible plagiario habría sido un periodista alcohólico de la Agencia Central de Noticias de Londres llamado Tom Bullin, quien elaboró la misiva, contando con la anuencia de su jefe de prensa John Moore.

## Cartas de Jack el Destripador
- Postal "Saucy Jacky"
- Carta «From Hell»
- Carta «Openshaw»